# Station Sept-Ponts
Station Sept-Ponts is een voormalig spoorwegstation in de gemeente Labastide-Marnhac in het Franse departement Lot.